# Бортпроводница (сериал)
«Бортпроводница» (англ. The Flight Attendant) — американский телевизионный сериал производства HBO Max, экранизация одноименного романа Криса Бохджаляна. Главную роль в нём сыграла Кейли Куоко, ставшая одним из исполнительных продюсеров. Премьера первого сезона состоялась 26 ноября 2020 года, премьера второго и последнего — 21 апреля 2022 года

## Сюжет
Литературной основой сценария сериала стал роман Криса Бохджаляна «Бортпроводница». Главная героиня — стюардесса по имени Кэсси Боуден, любительница алкоголя и случайных связей. После бурной ночи, проведённой в Бангкоке с пассажиром очередного рейса, она просыпается рядом с трупом. Вместо того, чтобы вызвать полицию, Кэсси наводит порядок на месте преступления и отправляется в аэропорт, но в Нью-Йорк её встречают агенты ФБР с вопросами о прошлой ночи. Не в силах вспомнить все события, героиня сталкивается с мучительными флэшбэками и галлюцинациями.
Действие второго сезона происходит спустя год. Кэсси кардинально изменила свою жизнь: она переехала в Лос-Анджелес, нашла парня, начала трезвую жизнь, стала внештатным агентом ЦРУ и теперь выполняет задания по слежке за людьми в перерывах между рейсами. Во время одной из таких миссий в Берлине человека, за которым следит героиня, убивает женщина, выдающая себя за неё. Теперь героиня пытается выяснить, кто и зачем её изображает, а попутно борется с галлюцинациями с участием прошлых версий себя, уговаривающих вернуться к прежнему образу жизни. Вскоре выясняется, что год трезвости Кэсси — это обман: она несколько раз срывалась, подавляя воспоминания об этом.

## В ролях
- Кейли Куоко — Кэсси Боуден
- Мишель Гомес — Миранда Крофт
- Теодор Реймонд Найт — Дейви Боуден
- Нолан Джерард Фанк — Вэн Уайт
- Михиль Хаусман — Алекс Соколов
- Заша Мэмет — Эни Мурадян
- Колин Вуделл — Бакли Уэр
- Мерл Дэндридж — Ким Хаммонд
- Гриффин Мэтьюз — Шейн Эванс
- Рози Перес — Меган Бриско
- Биби Нойвирт — Диана Карлайл
- Яша Джексон — Джада Харрис
- Терри Серпико — Билл Бриско
- Джейсон Джонс — Хэнк Боуден
- Ричи Костер — Виктор
- Энн Магнусон — Джанет Соколов
- Брайана Куоко
- Мо Макрей[2]
- Маргарет Чо[2]
- Шохре Агдашлу[2]
- Шэрон Стоун — Лиза Боуден[2]
- Аланна Юбак[2]
- Шерил Хайнс[2]
- Сантьяго Кабрера[2]

## Производство и релиз
Проект был анонсирован 17 октября 2017 года. Главную роль в сериале получила звезда «Теории большого взрыва» Кейли Куоко, ставшая одним из исполнительных продюсеров. Съёмки начались в декабре 2019 года в Нью-Йорке, 12 марта 2020 года работа приостановилась из-за пандемии. Премьера состоялась 26 ноября 2020 года. 18 декабря 2020 года сериал был продлен на второй сезон, премьера которого состоялась на HBO Max 21 апреля 2022 года. В январе 2024 сериал был закрыт.

## Список эпизодов

### Сезон 1 (2020)
| № общий | № в сезоне | Название                                             | Режиссёр       | Автор сценария                          | Дата премьеры   |
| --- | ---------- | ---------------------------------------------------- | -------------- | --------------------------------------- | --------------- |
| 1 | 1          | «В случае аварийной ситуации» «In Case of Emergency» | Сюзанна Фогель | Стив Йоки                               | 26 ноября 2020  |
| Стюардесса Кэсси — безрассудная девушка, любящая алкоголь и случайные связи. Во время полета в Бангкок она флиртует с красивым пассажиром Алексом Соколовым. Когда самолет приземляется, Кэсси и Алекс вместе идут на вечеринку, напиваются и занимаются сексом в гостинице. Проснувшись утром, Кэсси видит рядом с собой труп Алекса с перерезанным горлом. Боясь ареста, она наводит порядок и уходит. Кэсси не может вспомнить события той ночи, но со временем они начинают возникать в её памяти вспышками. Позже она понимает, что потеряла удостоверение личности. После возвращения в США Кэсси допрашивают агенты ФБР Ван и Ким: она вызвала подозрения, попытавшись сбежать перед встречей. Героиня вспоминает, что в ночь убийства с ней и Алексом был кто-то ещё. |            |                                                      |                |                                         |                 |
| 2 | 2          | «Кролики» «Rabbits»                                  | Сюзанна Фогель | Стив Йоки                               | 26 ноября 2020  |
| Кэсси продолжает разговаривать в своих видениях с Алексом и вспоминает, что в Бангкоке они встретились с Мирандой, деловым партнёром Алекса. Она идёт в офис Соколова в надежде найти Миранду. ФБР связывается с ней, желая продолжить допрос, Кэсси обещает своему адвокату Энни, что не будет пить и придёт на встречу с ФБР, но нарушает слово. Той же ночью она напивается и занимается сексом с Бакли — мужчиной, встреченным в ночном клубе. Ван и Ким узнают, что записи с камер видеонаблюдения в отеле пропали. Миранда пытается разыскать Кэсси в Бангкоке. У ФБР есть фотография Кэсси в офисе Алекса, поэтому героиня признаётся во всём, но говорит, что Алекс был жив, когда она ушла. Миранда прибывает в Нью-Йорк и следит за Кэсси. Благодаря помощи Сабрины, сотрудницы Unisphere, Кэсси понимает, что Миранда может быть убийцей. |            |                                                      |                |                                         |                 |
| 3 | 3          | «Похороны» «Funeralia»                               | Том Вон        | Кара Ли Кортрон и Райан Дженнифер Джонс | 26 ноября 2020  |
| Кэсси узнает, что Миранда ворвалась в её дом, и напугана этим. Она вспоминает, как в детстве начала пить на похоронах отца. Энни узнает, что ФБР нашло орудие убийства и проверяет его на отпечатки. Она говорит с Сабриной, но та отрицает, что когда-либо встречалась с Кэсси. Меган оказывается замешана в корпоративном шпионаже против компании мужа: она крадёт с его компьютера секретные чертежи. Кэсси думает, что Алекс встречался с Мирандой, и она приходит на его похороны в поисках ответов. Парень Энни, хакер Макс, узнаёт, что Unisphere принадлежит семье Соколовых, которая использует компанию для отмывания денег. Кэсси выясняет, что Алекс не встречался с Мирандой, но позже слышит, как родители Алекса говорят о Миранде и уничтожают документы компании под названием Lionfish. Она крадет измельчённые бумаги, а по дороге домой в поезде сталкивается с Мирандой. |            |                                                      |                |                                         |                 |
| 4 | 4          | «Теории заговора» «Conspiracy Theories»              | Джон Стрикланд | Ян Вайнрайх                             | 3 декабря 2020  |
| Кэсси сбегает от Миранды. Энни узнаёт от своего босса, что теперь она в долгу перед клиентом фирмы за то, что он вытащил Кэсси с похорон Алекса целой и невредимой. Муж Меган удивляется тому, что она часто использует его ноутбук, в то время как она продолжает красть файлы. Кэсси при помощи Макса узнаёт из украденных документов, что Lionfish и Соколовы раз в неделю летали на самолете из Тетерборо, штат Нью-Джерси, в Портленд, штат Мэн. С помощью коллеги-пилота Нейта она попадает в самолёт, но узнаёт, что на этом рейсе никогда не бывает пассажиров: в действительности самолёт перевозит детали ракет. Встреча Кэсси с братом Дэйви проходит плохо, поскольку он думает, что она пьяна, и завидует её детству. В гневе она занимается сексом с Бакли. Кэсси понимает, что Сабрина может что-то знать о ракетах и самолёте, и идет поговорить с ней, но тело Сабрины падает из окна у неё на глазах.                                                                                      |            |                                                      |                |                                         |                 |
| 5 | 5          | «Дома других людей» «Other People's Houses»          | Глен Уинтер    | Тикона Джой                             | 3 декабря 2020  |
| Кэсси и Макс решают обследовать квартиру Алекса, чтобы найти доказательства преступлений Соколовых, и очистить Кэсси от подозрений ФБР. Ван допускает самоубийство Сабрины, а Ким считает, что девушку убили. Таинственный клиент поручает Энни передать заключённому сообщение, что о его семье позаботятся. Придя тюрьму, она вынуждена дать заключённому таблетки, которые убьют его. Босс приказывает Миранде вернуться в Лондон. Муж Меган начинает что-то подозревать. Кэсси и Макс исследуют квартиру Алекса и натыкаются на большую коллекцию порнографии и обезболивающие, выписанные разными врачами. По обнаруженному там же адресу Lionfish они находят заброшенное здание, внутри видят сервера с данными об удостоверениях личности убитых людей, включая пропавшее удостоверение личности Кэсси. Копируя данные сервера на флэш-накопитель, герои понимают, что их обнаружили, и убегают. Снаружи им наперерез мчится машина, Макс успевает вытолкнуть Кэсси с дороги, но его машина сбивает. |            |                                                      |                |                                         |                 |
| 6 | 6          | «После наступления темноты» «After Dark»             | Батан Силва    | Джесс Мейер                             | 10 декабря 2020 |
| Макс выживает, но он серьёзно пострадал. Флэшка с данными исчезает из кармана его брюк. Энни не хочет видеть Кэсси, из-за чего та впадает в депрессию и отправляется в запой вместе с Бакли. Агента ФБР, который следил за Кэсси, убивает неизвестный. Кэсси со слезами на глазах пытается помириться с Энни, но та отказывает, заявив, что они действительно не знают друг друга. Энни увольняется с работы, Кэсси и Бакли арестовывает полиция, и Кэсси извиняется перед Дэйви по телефону в ходе эмоционального объяснения. Кто-то пытается убить Миранду. Она вносит залог за Кэсси и приближается к ней с пистолетом, сообщая, что им нужно поговорить. |            |                                                      |                |                                         |                 |
| 7 | 7          | «Двойник Хичкока» «Hitchcock Double»                 | Маркос Сьега   | Мередит Лавендер и Марси Улин           | 10 декабря 2020 |
| Миранда понимает, что Кэсси не убийца и рассказывает ей, что её босс Виктор, должно быть, нанял своего агента Феликса, чтобы убить обеих; именно Виктор мог убить Алекса из-за денег. Кэсси мирится с Дэйви и с Энни, но решает, что для неё и Миранды лучше бежать, чем вовлекать Энни. Судя по её воспоминаниям, Кэсси чувствует, что виновата в смерти своего отца: он пил вместе с ней, когда был за рулём. Энни говорит Максу, что любит его. Мужа Меган подозревают в шпионаже в пользу КНДР, и он понимает, что истинная виновница — его жена. Кэсси вспоминает, где Алекс хранил ключ шифрования от банковских счетов. Вместе с Мирандой она идёт за ключом, но за ними следует Феликс, заставляя их бежать. В прыжке на крышу соседнего здания Миранда теряет книгу с записями. Кэсси видит, что Феликс — это на самом деле Бакли. Они с Мирандой решают поймать его «на живца». |            |                                                      |                |                                         |                 |
| 8 | 8          | «Прилеты и вылеты» «Arrivals & Departures»           | Маркос Сьега   | Стив Йоки                               | 17 декабря 2020 |
| На бутылке из номера, где был убит Алекс, находят отпечатки пальцев Кэсси. Миранда убивает Виктора, забрав книгу с информацией об украденных деньгах. Из-за этого она опаздывает на рейс в Рим. Бакли следует за Кэсси в Рим и пытается её похитить, позже он нокаутирует Миранду. Кэсси сбегает и получает пистолет от своего итальянского друга Энрико. Энни передает флэшку агентам Ван и Ким, и те сразу понимают, что убийца — Бакли. Меган и Кэсси делятся друг с другом своими секретами перед тем как Меган сбегает. Кэсси мысленно целует Алекса на прощание. Бакли пытается убить Кэсси и Энрико, но их обоих спасает Шейн, который оказывается агентом ЦРУ. Он арестовывает Бакли. Миранда исчезает, но перед этим отдаёт Кэсси книгу. Вернувшись домой, Кэсси мирится с Дэйви, обещая ему, что с этого момента станет другой, и клянётся оставаться трезвой. Шейн говорит Кэсси, что ЦРУ видит в ней ценного сотрудника.                                                                         |            |                                                      |                |                                         |                 |

### Сезон 2 (2022)
| № общий | № в сезоне | Название | Режиссёр       | Автор сценария                     | Дата премьеры  | Зрители в США (млн) |
| ------- | ---------- | --- | -------------- | ---------------------------------- | -------------- | ------------------- |
| 9       | 1          | «Двойное зрение» «Seeing Double» | Сильвер Три    | Стив Йоки                          | 21 апреля 2022 | TBA                 |
| 10      | 2          | «Грибы, электрошокеры и медведи, боже мой!» «Mushrooms, Tasers, and Bears, Oh My!»                                                       | Сильвер Три    | Джесс Мейер и Элизабет Бенджамин   | 21 апреля 2022 | TBA                 |
| 11      | 3          | «Фестиваль ледовых скульптур в Рейкьявике прекрасен в это время года» «The Reykjavik Ice Sculpture Festival Is Lovely This Time of Year» | Дженнифер Фанг | Луиза Леви и Райан Дженнифер Джонс | 28 апреля 2022 | TBA                 |
| 12      | 4          | «Воссоединение в Blue Sincerely» «Blue Sincerely Reunion»                                                                                | Дженнифер Фанг | Натали Чейдез и Харуна Ли          | 28 апреля 2022 | TBA                 |
| 13      | 5          | «Тонущие женщины» «Drowning Women» | Пит Четмон     | Лиз Сагал и Стив Йоки              | 5 мая 2022     | TBA                 |
| 14      | 6          | «Братья и сестры» «Brothers & Sisters»                                                                                                   | Сильвер Три    | Ян Вайнрайх и Кристин Лейн Такер   | 12 мая 2022    | TBA                 |
| 15      | 7          | «Выхода нет» «No Exit» | Сильвер Три    | Джесс Мейер                        | 19 мая 2022    | TBA                 |
| 16      | 8          | «Назад и вперед» «Backwards and Forwards»                                                                                                | Сильвер Три    | Стив Йоки                          | 26 мая 2022    | TBA                 |

## Оценки
Сериал получил преимущественно положительные отзывы. На сайте-агрегаторе отзывов Rotten Tomatoes рейтинг первого сезона составил 97 % со средней оценкой 7,4/10, рейтинг второго — 86 % и 7,15 из 10. На сайте Metacritic два сезона получили среднюю оценку 78 и 76 баллов соответственно, что означает «в целом положительные отзывы». Автор рецензии на Rolling Stone Алан Сепинуолл оценил первый сезон на 3,5 балла из 5, отметив игру и обаяние Кейли Куоко.
Награды и номинации
- 2021 — две номинации на премию «Золотой глобус»: лучший телесериал — мюзикл или комедия, лучшая женская роль в телесериале — мюзикле или комедии (Кейли Куоко).
- 2021 — две номинации на премию Гильдии киноактёров США: лучшая женская роль в комедийном телесериале (Кейли Куоко), лучший актёрский ансамбль в комедийном телесериале.
- 2021 — премия Гильдии режиссёров США за лучшую режиссуру для комедийного телесериала (Сюзанна Фогель).
- 2021 — номинация на премию Гильдии сценаристов США за лучший новый сериал.